# Костырко, Виктор Иванович
Виктор Иванович Костырко (род. 24 мая 1948, Комсомольск-на-Амуре, Хабаровский край, РСФСР, СССР) — государственный деятель Приднестровской Молдавской Республики. Глава государственной администрации города Тирасполь с 1 февраля 2002 по 30 декабря 2011.

## Биография
Родился 24 мая 1948 в городе Комсомольск-на-Амуре Хабаровского края РСФСР. По национальности — украинец. 

### Образование
В 1977 окончил Одесский политехнический институт. 

### Трудовая деятельность
С 1966 по 1971 — заведующий сельским клубом села Поповка Конотопского района Сумской области Украинской ССР.
С 1971 по 1978 — слесарь-сборщик, мастер, освобождённый секретарь комитета комсомола Электроаппаратного завода Тирасполя.
С 1978 — на партийной работе. С 1978 по 1982 — депутат городского совета Тирасполя. Работал на ряде промышленных предприятий Тирасполя и Норильска.
С 1981 по 1983 — заместитель начальника производственно-диспетчерского отдела «Завода литейных машин имени С. М. Кирова» (Тирасполь).
С 1983 по 1986 — заместитель главного инженера, секретарь парткома никелевого завода Норильского горно-металлургического комбината.
С 1986 по 1990 — депутат городского совета Норильска, председатель городского Комитета народного контроля Норильска.
С 1990 по 1993 — заместитель директора завода АО «Нетон».
С 1993 по 1995 — заместитель председателя правления Приднестровской государственной страховой компании.
С 1995 по 2002 — заместитель директора, директор ГП «Энергоресурс», заместитель гендиректора государственной компании «Днестрэнерго».
С 1 февраля 2002 по 30 декабря 2011 — глава государственной администрации города Тирасполь. Считался политическим союзником президента Приднестровской Молдавской Республики Игоря Смирнова. 
В 2005 Европейский союз включил Костырко в список политических деятелей Приднестровской Молдавской Республики, которым был запрещён въезд в страны ЕС за разработку и осуществление кампании по запугиванию и закрытию молдавских школ с преподаванием молдавского языка на латинице в Приднестровском регионе Республики Молдова.

## Семья
Женат, двое детей.

## Награды
- Орден «Трудовая слава»
- Медаль «За трудовую доблесть»
- Орден «За заслуги» II степени (12 октября 2007) — за личный вклад в сохранение и развитие экономического, социального и культурного потенциала города Тирасполь, активную деятельность в области развития межрегиональных и межмуниципальных связей между городом Тирасполь и городами стран Содружества Независимых Государств, высокие организаторские способности и в связи с 215-й годовщиной со дня основания города Тирасполь[1]
- Медаль «75 лет Победы в Великой Отечественной войне 1941—1945 гг.» (5 июля 2019) — за активную общественную деятельность, участие в военно-патриотическом воспитании подрастающего поколения и в связи с 75-й годовщиной Победы советского народа в Великой Отечественной войне 1941—1945 гг.[2]
- юбилейные медали